# Pseudofoenus crassipes
Pseudofoenus crassipes är en stekelart som först beskrevs av Smith 1876.  Pseudofoenus crassipes ingår i släktet Pseudofoenus och familjen bisteklar. Inga underarter finns listade i Catalogue of Life.